# 香港印刷業商會
香港印刷業商會（簡稱HKPA）於1939年5月成立；為一家歷史悠久之的印刷業組織。其宗旨為團結業界，提升本港印刷業於世界之競爭優勢。1960年5月5日，其現會址於香港灣仔莊士敦道四十八至五十號落成啟用。

## 入會資格
申請成為香港印刷業商會會員須由現有會員介紹並經香港印刷業商會理事會通過後，即可成為會員。

## 外部連結
- 香港印刷業商會官方網址 （页面存档备份，存于）